# King Win Laurel
King Win Laurel ist ein chinesisches Unternehmen mit Sitz in Peking.
Das wenig bekannte Unternehmen erregte 2004 einiges Aufsehen, als es ein Übernahmeangebot für den australischen Telekom-Riesen Telstra abgab. Dieses Angebot wurde jedoch als Scherz abgetan. Wiederum in die Schlagzeilen gelangte das Unternehmen 2005: Am 31. Oktober 2005 gab es ein Übernahmeangebot mit einem Volumen von 450 Mrd. USD für den US-amerikanischen Ölkonzern ExxonMobil ab. Dies wäre die größte versuchte Unternehmensübernahme, die jemals stattfand. Auch dieses Angebot wird jedoch von Marktbeobachtern als Scherz angesehen. Angesiedelt ist die Firma in einem Vorort von Peking und wurde eigens für die Übernahme von ExxonMobil gegründet.